# Trisoxalate d'hexahydroxybenzène
Le trisoxalate d'hexahydroxybenzène ou trisoxalate de benzènehexol est un oxyde de carbone de formule C12O12. Il consiste en un noyau benzénique dont les six atomes d'hydrogène sont remplacés par trois groupes fonctionnels oxalate. Il peut être vu comme le sextuple ester oxalique du benzènehexol.
Ce composé a été décrit en premier par H. S. Verter et R. Dominic en 1967.